# 茨城県立医療大学付属病院
茨城県立医療大学付属病院（いばらきけんりついりょうだいがくふぞくびょういん）は、茨城県稲敷郡阿見町にある医療機関。茨城県立医療大学付属病院の設置及び管理に関する条例（平成8年9月30日茨城県条例第57号）に基づき茨城県が開設する茨城県立医療大学附属の病院である。設置の目的は「茨城県立医療大学における教育研究に資するとともに、リハビリテーションを必要とする県民の健康の維持、回復に必要な医療を提供するため」とされ、リハビリテーションを主な医療とする慢性期型の病院である。

## 沿革
- 1996年（平成8年）12月3日 - 医療系大学として全国初のリハビリテーション専門の附属病院として開院。初代病院長は、大田仁史[2][3]。

## 診療科
- リハビリテーション科
- 整形外科
- 内科
- 神経内科
- 小児科
- 放射線科（画像診断）
- 精神科（デイケア）
- 麻酔科（ペインクリニック）
- 泌尿器科
- 眼科
- 歯科
- 耳鼻咽喉科
- 皮膚科

## 医療機関の指定等
- 保険医療機関
- 労災保険指定医療機関
- 指定自立支援医療機関（更生医療・育成医療・精神通院医療）
- 身体障害者福祉法指定医の配置されている医療機関
- 精神保健指定医の配置されている医療機関
- 生活保護法指定医療機関
- 結核予防法に基づく指定医療機関
- 原子爆弾被害者一般疾病医療取扱医療機関
- 特定疾患治療研究事業委託医療機関
- 小児慢性特定疾患治療研究事業委託医療機関

## 交通アクセス
- JR東日本常磐線土浦駅西口より関東鉄道バス阿見中央公民館行で県立医療大学入口下車、徒歩約8分。
- JR東日本常磐線荒川沖駅東口より関東鉄道バス県立医療大学行で終点下車、徒歩約3分。